# فرودگاه کایل
فرودگاه کایل (به انگلیسی: Kyle Airport) یک فرودگاه همگانی است که یک باند فرود آسفالت دارد و طول باند آن ۹۱۴ متر است. این فرودگاه در کشور کانادا قرار دارد و در ارتفاع ۶۶۳ متری از سطح دریا واقع شده است.